# Ezio Toffolutti
Ezio Toffolutti (* 1944 in Venedig) ist ein italienischer Bühnenbildner, Kostümbildner, Regisseur und Maler.

## Leben
Toffolutti studierte Bühnenbild und Malerei an der Accademia delle Belle Arti Venezia. Nach dem Abschluss arbeitete er als Designer und Architekt an Urbanistik- und Ausstellungsprojekten in Verona. 1971 ging er an die Volksbühne in Berlin/DDR.
Toffolutti arbeitete als Bühnenbildner und Kostümbildner an den großen europäischen Schauspiel- und Opernbühnen in Berlin, München, Wien, Paris, Rom, Brüssel, Genf, Zürich, Hamburg, Mailand, Athen, Helsinki, Stockholm (unter anderem mit den Regisseuren Benno Besson, Hans Lietzau, Harry Kupfer, Johannes Schaaf, Nikolaus Lehnhoff, Michael Kakyoannis, Jérôme Savary, Claude Stratz und Katharina Thalbach). 2013 stattete er Mitko Gottschefs Inszenierung „Zement“ von Heiner Müller aus.
Seine Bühnenbilder und Kostüme waren auf den Festivals in Avignon, Spoleto, Glyndebourne und Parma, der Biennale di Venezia, den Wiener Festwochen und den Salzburger Festspielen zu sehen.
Seit 1983 führt er sowohl im Schauspiel als auch im Musiktheater Regie. Zu den wichtigsten Arbeiten zählen u. a. Das Delirium des Wirtes Bassa von Rosso di San Secondo sowie Zobeide von Carlo Gozzi. Cimarosas Il matrimonio segreto inszenierte er an der Kammeroper Wien, Don Giovanni für die Nationale Reisoper in den Niederlanden, und am Aalto-Theater Essen inszenierte er Die Zauberflöte und Lucia di Lammermoor. Zu den Ludwigsburger Schlossfestspielen 2008 inszenierte er die Uraufführung von E. T. A. Hoffmanns Singspiel Liebe und Eifersucht, das ebenfalls am Staatstheater am Gärtnerplatz in München aufgeführt wurde. Mit großem Erfolg begleitete seine Inszenierung von Mozarts Così fan tutte die Wiedereröffnung des Pariser Opernhauses Palais Garnier 1996. Diese Arbeit gehört inzwischen zum Repertoire des Palais Garnier, sie wurde dort 2011 sowie 2014 wieder aufgenommen. Ferner wurde sie vom Teatro La Fenice in Venedig übernommen, wo auch seine Inszenierung von Sergej Prokofjews Die Liebe zu den drei Orangen (Co-Regie mit Benno Besson, 2001) zu sehen war. Weitere Regiearbeiten: Rigoletto, Opéra de Nice, 2017; Die Dreigroschenoper, Anhaltisches Theater Dessau, 2018; Cendrillon (Massenet), Opéra de Nantes/Angers, 2018; Madama Butterfly, Theater Lübeck, 2022. Im Palazzo Molin in Venedig wurde 2022 Toffoluttis Installation „Metamorfosi“ ausgestellt.
Toffolutti wurde mehrmals mit dem Berliner Kritikerpreis ausgezeichnet, erhielt die Kainz-Medaille und 2001 zweimal den Prix Molière.
Von 2002 bis 2007 unterrichtete Toffolutti Bühnenbild an der neu gegründeten Fakultät Design e Arti der Universität für Architektur in Venedig. 2004 hielt er eine Meisterklasse (Hochschule) an der Fundação Calouste Gulbenkian, Lissabon. Zwischen 2002 und 2009 war er Leiter des Studiengangs Bühnenbild und Bühnenkostüm an der Akademie der Bildenden Künste München.
Toffolutti lebt in Venedig, wo er 2009 auf der Giudecca das Atelierprojekt CinemaToffolutti ins Leben gerufen hat.

## Schüler (Auswahl)
- Isabelle Kittnar